# Colli Perugini
Unter der Bezeichnung Colli Perugini DOC (dt. Die Hügel von Perugia) werden italienische Weiß-, Rot- und Schaumweine sowie Vin Santo aus den Provinzen Perugia und Terni in der Region Umbrien vermarktet. Sie besitzen seit 1981 eine „kontrollierte Herkunftsbezeichnung“ (Denominazione di origine controllata – DOC), die zuletzt am 7. März 2014 aktualisiert wurde.

## Erzeugung
Colli Perugini wird in folgenden Weintypen angeboten:
- Colli Perugini Bianco. Muss zu mindestens 50 % aus der Rebsorte Trebbiano Toscano bestehen. Höchstens 50 % andere weiße Rebsorten, die für den Anbau in der Region Umbrien zugelassen sind, dürfen zugesetzt werden. Die Rebsorten Malvasia Bianca di Candia und/oder Malvasia Bianca Lunga dürfen nicht mehr als 10 % der Gesamtmischung ausmachen.
- Colli Perugini Spumante. Der Schaumwein muss zu mindestens 80 % aus den Rebsorten Grechetto, Chardonnay, Pinot bianco, Pinot nero und/oder Pinot Grigio – einzeln oder gemeinsam – bestehen. Höchstens 20 % andere weiße Rebsorten, die für den Anbau in der Region Umbrien zugelassen sind, dürfen zugesetzt werden.
- Colli Perugini Rosso, Colli Perugini Rosato und Colli Perugini Novello müssen zu mindestens 50 % aus der Rebsorte Sangiovese bestehen. Höchstens 50 % andere rote Rebsorten, die für den Anbau in der Region Umbrien zugelassen sind, dürfen zugesetzt werden.

Weiterhin werden fast sortenreine Weine angeboten. Die in der Bezeichnung genannte Rebsorte muss zu mindestens 85 % enthalten sein. Höchstens 15 % andere analoge Rebsorten, die für den Anbau in der Region Umbrien zugelassen sind, dürfen zugesetzt werden.
- Colli Perugini Chardonnay
- Colli Perugini Grechetto
- Colli Perugini Pinot Grigio
- Colli Perugini Trebbiano
- Colli Perugini Cabernet Sauvignon
- Colli Perugini Merlot
- Colli Perugini Sangiovese

## Anbau
Der Anbau und die Vinifikation der Weine sind nur gestattet:
- in der Provinz Perugia: in den Gemeinden: Perugia, Deruta, Marsciano, Fratta Todina, Monte Castello di Vibio und Piegaro,
- in der Provinz Terni: in der Gemeinde San Venanzo.

## Beschreibung
Gemäß Denomination (Auszug):

### Colli Perugini Bianco
- Farbe: strohgelb, mit grünlichen Reflexen
- Geruch: angenehm, charakteristisch
- Geschmack: trocken, frisch, leicht fruchtig
- Alkoholgehalt: mindestens 11,0 Vol.-%
- Säuregehalt: mind. 5,0 g/l
- Trockenextrakt: mind. 16,0 g/l

### Colli Perugini Rosso
- Farbe: mehr oder weniger intensiv rubinrot
- Geruch: weinig, zart, mit charakteristischem Aroma
- Geschmack: trocken, schmackhaft, voll
- Alkoholgehalt: mindestens 11,5 Vol.-%
- Säuregehalt: mind. 4,5 g/l
- Trockenextrakt: mind. 20,0 g/l